# Geomorfologia do Brasil

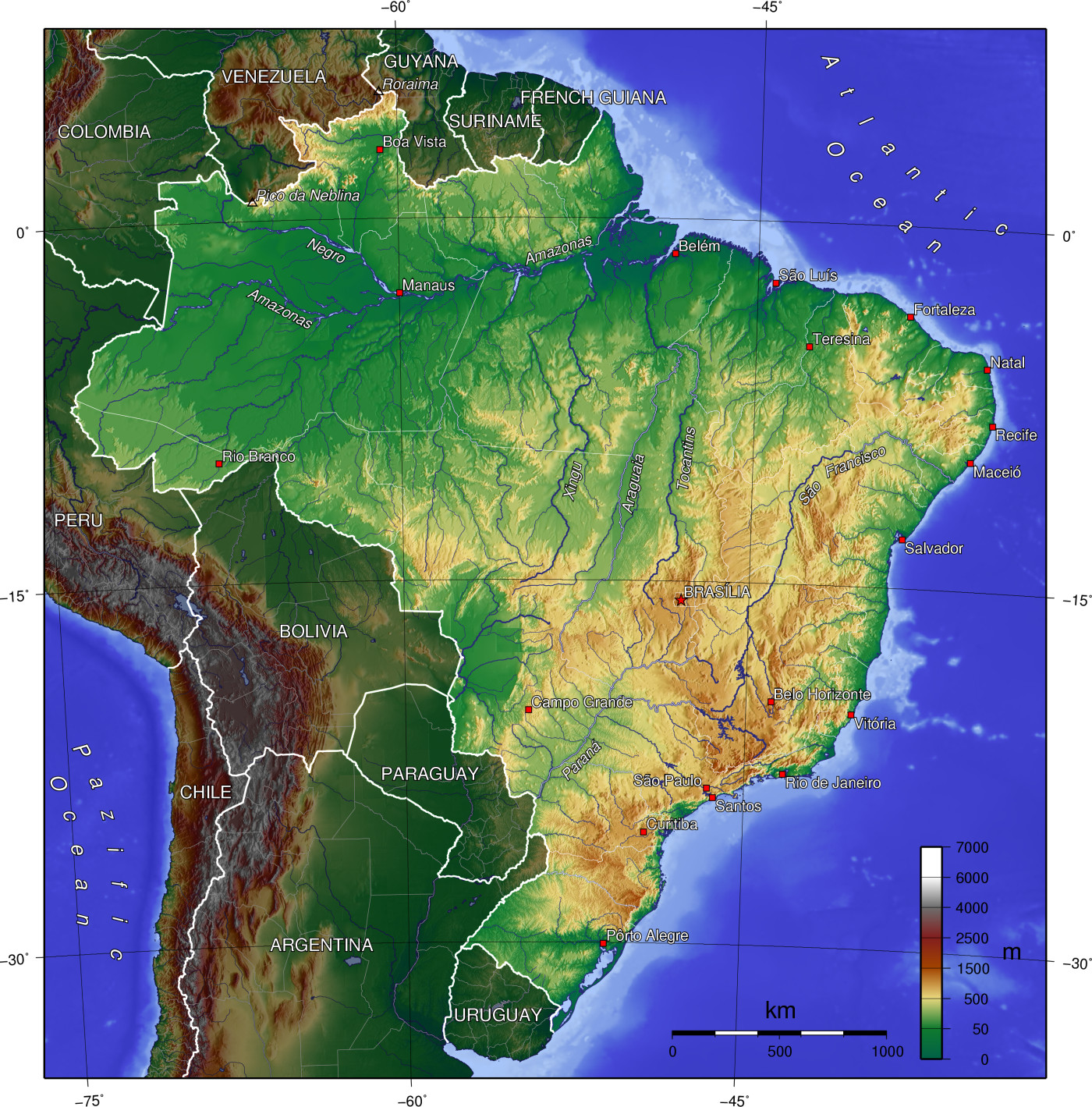
Relevo brasileiro

A geomorfologia do Brasil estuda, sob a ótica da geomorfologia, o território brasileiro, que possui terrenos geológicos muito antigos e bastante diversificados, dada sua extensa área territorial. Não existem, entretanto, cadeias orogênicas modernas, datadas do Cenozóico - terciário, como os Andes, os Alpes e o Himalaia. Sendo esta uma das características que colaboram para o predomínio de altitudes moderadas no território brasileiro.
Raros são os pontos em que o relevo ultrapassa dois mil metros de altitude, sendo que as maiores altitudes isoladas encontram-se na fronteira norte do país, enquanto as maiores médias regionais estão na Região Sudeste, notadamente nas fronteiras de Minas Gerais e Rio de Janeiro. As rochas mais antigas integram áreas de escudo cristalino, representadas pelos crátons: Amazônico, Guianas, São Francisco, Luís Alves/Rio de La Plata, acompanhado por extensas faixas móveis proterozóicas. Da existência destes crátons advém outra característica geológica muito importante do território: sua estabilidade geológica.
São incomuns no Brasil os grandes abalos sísmicos ou terremotos. Também não existe atividade vulcânica expressiva. As partes mais acidentadas do relevo são resultantes de dobramentos ou arqueamentos antigos da crosta, datados do proterozóico, onde estão concentrados as principais fontes de minerais do país. As áreas de coberturas sedimentares estão representadas por quatro grandes bacias sedimentares de grande extensão: Bacia Amazônica, Bacia do Paraná também conhecida como Paranaica, Bacia do Parnaíba também nominada como Meio-Norte e Bacia Central.